# Bruno van der Does
Bruno van der Does (Gouda, 18 december 1715 - aldaar, 21 september 1791) was een Nederlandse regent, burgemeester van Gouda en lid van de Staten-Generaal.

## Leven en werk
Van der Does werd in 1715 geboren als zoon van de Goudse regent Adriaan van der Does (1686-1749) en van Catharina de Grande. Hij studeerde rechten en promoveerde in 1739 aan de Universiteit van Utrecht. Hij volgde in 1744 zijn vader op als lid van de Goudse vroedschap. Evenals zijn vader vervulde hij in Gouda tal van regentenfuncties, maar in tegenstelling tot zijn vader werd hij wel burgemeester van Gouda. Hij vervulde het burgemeesterschap van Gouda in de jaren 1763, 1766, 1767, 1774 en 1775. Hij was daarnaast schepen, politiemeester, gasthuisregent, kolonel, thesaurier-ontvanger, weesmeester, kerkmeester, regent van het oudemannenhuis, adjunct ter dagvaart en scholarch (schoolopziener). Ook was hij baljuw van het land van Altena en dijkgraaf van de Krimpenerwaard. Van 1751 tot 1754 vertegenwoordigde hij Gouda in de Staten-Generaal en van 1755 tot 1758 was hij de Goudse vertegenwoordiger bij de admiraliteit. Van 1759 tot 1762 en van 1775 tot 1781 maakte hij namens Gouda deel uit van de VOC.
Van der Does trouwde op 10 juni 1755 in Amsterdam met Helena Maria le Candele. Hun zoon Adriaan Jacob vervulde tot de omwenteling van 1795 diverse regentenfuncties in Gouda en was van 1810 tot 1813 maire van Gouda; hun zoon Bruno Josias was lid van de vroedschap van Gorinchem. Van der Does overleed in september 1791 op 75-jarige leeftijd in zijn woonplaats Gouda.